# Roter Würfel-Dickkopffalter

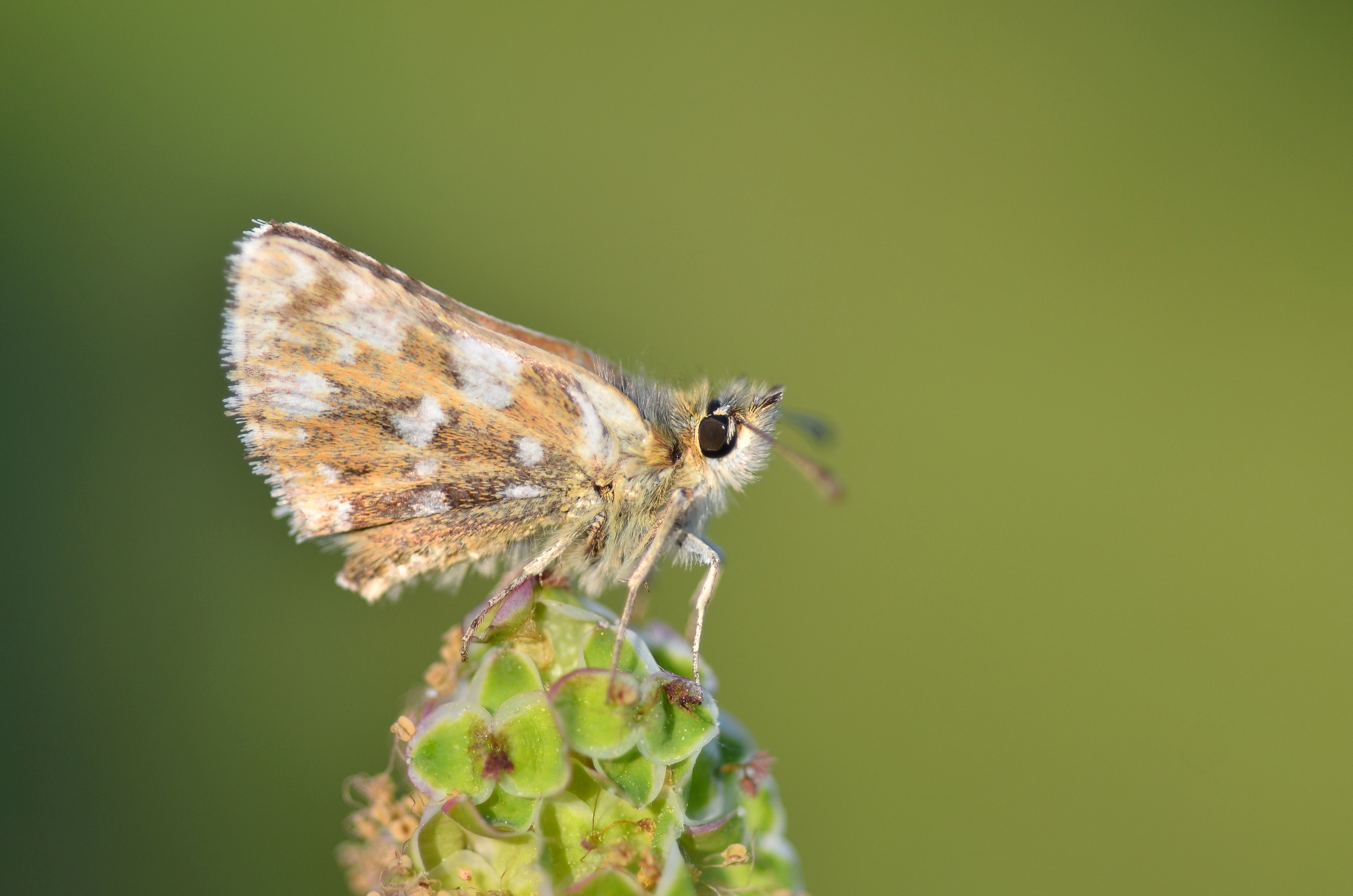
Unterseite

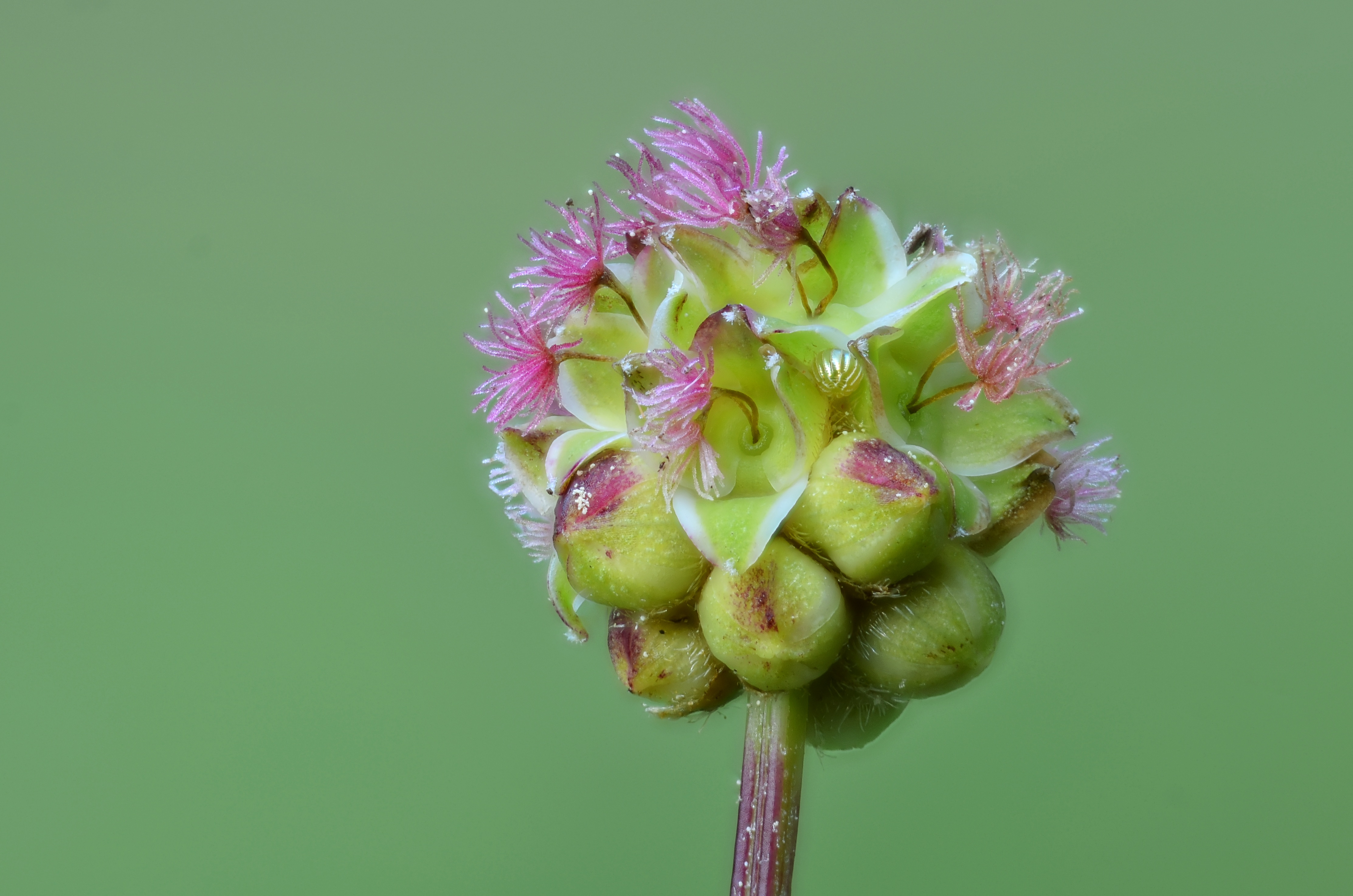
Ei des Roten Würfel-Dickkopffalters an Kleinem Wiesenknopf

Der Rote Würfel-Dickkopffalter (Spialia sertorius) ist ein Schmetterling aus der Familie der Dickkopffalter (Hesperiidae).

## Merkmale
Die Falter erreichen eine Flügelspannweite von 22 bis 24 Millimetern. Sie haben schwarzbraune Flügeloberseiten, auf denen viele weiße Würfelflecken zu sehen sind. Die Flügelaußenränder sind weiß und schwarz unterbrochen gefärbt. Dahinter verlaufen parallele Linien von kleinen, weißen Flecken. Die Flügelunterseiten sind rotbraun, seltener dunkelbraun oder grünlich gefärbt und weisen zahlreiche Würfelflecken auf.

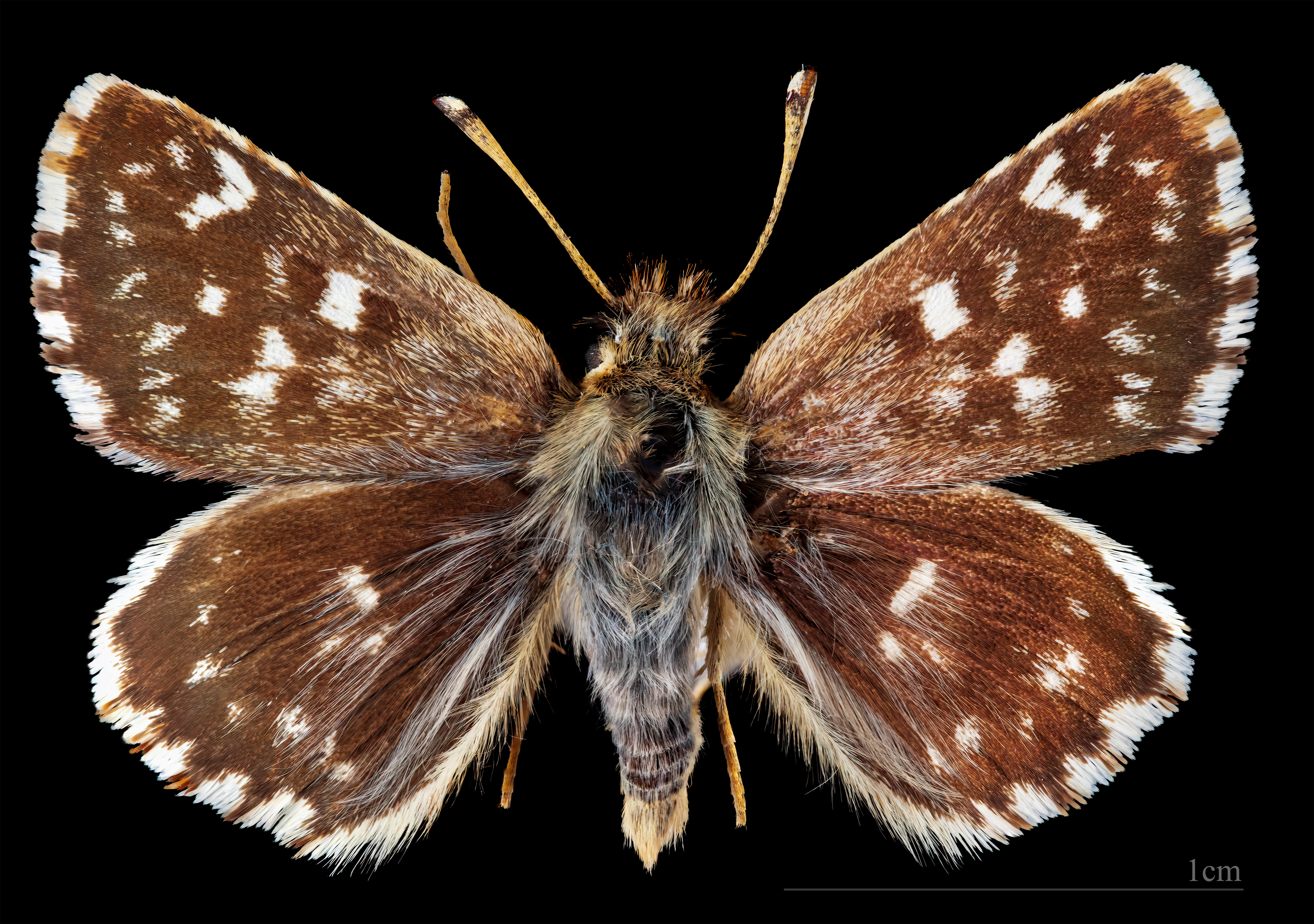
Spialia s. sertorius ♂
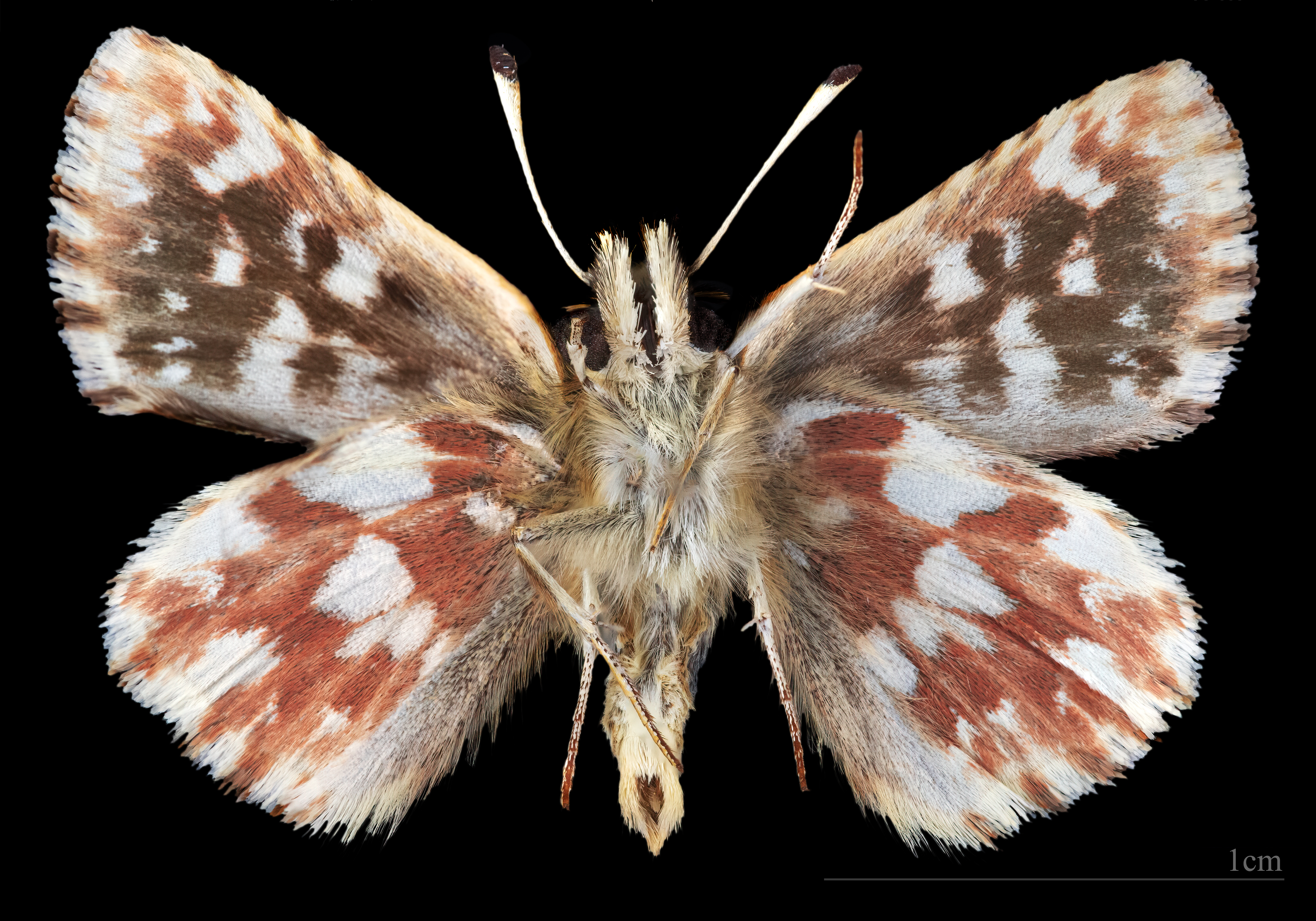
Spialia s. sertorius ♂ △

Die Raupen werden ca. 20 Millimeter lang. Sie sind dunkelbraun bis schwarz gefärbt und haben links und rechts vom Rücken zwei nach innen hin gezackte, gelbe Längslinien. Sie tragen viele mittellange, weiße Haare.

## Vorkommen
Der Rote Würfel-Dickkopffalter kommt in Nordafrika, Süd- und Mitteleuropa und im Westen Asiens bis nach Tibet und zum Amur bis in eine Höhe von 1.650 Metern vor. In Europa findet man sie besonders im Süden Mitteleuropas, wo sie in trockenen und warmen Gebieten, wie z. B. auf Trockenrasen, Schottergruben oder Steinbrüchen aber auch an Waldlichtungen und in Gebüschen leben. Die Art ist selten.

## Lebensweise
Die Falter fliegen am Tag verschiedene Blütenpflanzen an, man findet sie aber auch häufig an Pfützen, an denen sie Flüssigkeit saugen. Die Männchen wachen von einem erhöhten Sitzplatz aus, um andere Falter bei Anflug zu vertreiben. Danach kehren sie an den gleichen Platz zurück.

### Flugzeiten
Die Tiere fliegen entweder in einer Generation von Ende Mai bis Juni; man findet die Raupen dann ab Juli und nach der Überwinterung bis April, oder in zwei Generationen von Mai bis Juni und von Juli bis August. Die Raupen findet man dann ab September und nach der Überwinterung bis April und im Juni und Juli.

## Nahrung der Raupen
Die Raupen ernähren sich monophag von Kleinem Wiesenknopf (Sanguisorba minor).

## Entwicklung
Die Weibchen legen ihre Eier auf die Knospen der Futterpflanzen. Wenn diese blühen verdecken sie die Eier unter den Blütenblättern. Die daraus schlüpfenden Raupen fressen zuerst die Blüten und erst später Blätter. Sie leben in einem selbst gesponnenen Gespinst aus Blättern und überwintern auch darin als Raupe. Sie verpuppen sich erst im nächsten Jahr, ebenfalls in ihrem Blattgespinst.

## Gefährdung und Schutz
- Rote Liste BRD: V (auf der Vorwarnliste).[4]